# سگ‌ماهی جویباری خونه
سگ‌ماهی جویباری خونه  (نام علمی: Hemimyzon khonensis) گونه‌ای از سگ‌ماهیان جویباری از جنس Hemimyzon است. این گونه سگ‌ماهی از یک نمونه جمع‌آوری شده در رود مکونگ در آبشار خونه در لائوس ، در نزدیکی مرز کامبوج شناخته شده است. نام آن از نام آبشار خونه گرفته شده است. آن نمونه ۵۱ میلیمتر (۲٫۰ اینچ)
 طول داشت.